# 미나미아이키촌
미나미아이키촌(일본어: 南相木村)은 일본 나가노현 미나미사쿠군의 자치체이다.
마을을 흐르는 미나미아이키강 상류부(미카와)에 도쿄 전력이 간나강 발전소를 이용해 군마현 우에노촌의 우에노댐과의 사이에서 양수 발전을 실시하기 위해서 미나미아이키댐을 건설했다. 마을에 중학교는 없고 인접하는 고우미정, 기타아이키촌과 함께 중학교 조합을 만들어 마을의 중학생 대부분은 고우미정에 있는 조합립 고우미 중학교로 통학하고 있다.

## 역사
- 1565년 - 시나노국 사쿠군 아이키촌이 남북으로 분리되어 시나노국 사쿠군 미나미아이키촌이 되었다.
- 1871년 11월 - 폐번치현으로 나가노현 사쿠군 미나미아이키촌이 되었다.
- 1879년 1월 14일 - 미나미사쿠군 성립으로 나가노현 미나미사쿠군 미나미아이키촌이 되었다.

## 인구
| 연도 | 인구  | ±%     |
| ---- | ----- | ------ |
| 1940 | 2,261 | —      |
| 1950 | 2,672 | +18.2% |
| 1960 | 2,421 | −9.4%  |
| 1970 | 2,009 | −17.0% |
| 1980 | 1,604 | −20.2% |
| 1990 | 1,368 | −14.7% |
| 2000 | 1,584 | +15.8% |
| 2010 | 1,122 | −29.2% |